# برتونيلة نحلية
برتونيلة نحلية (الاسم العلمي: Bartonella apis) هي نوع من البكتيريا تتبع جنس البرتونيلة من فصيلة البارتونيلات.